# 西田寛基
西田 寛基（にしだ ひろき、1997年8月15日 - ）は、日本の元男子バレーボール選手である。

## 来歴
熊本県出身。9歳のときに兄の影響を受けてバレーボールを始める。
鎮西高等学校、法政大学を経て、2019年、サントリーサンバーズの内定選手となり、2020年入団。
2022年、第70回黒鷲旗全日本選抜大会にて、レギュラーセッターの大宅真樹が日本代表合宿参加で不参加となったため、チーム唯一のセッターとして出場。チームの優勝に貢献し、自身もベスト6を受賞した。
2025年2月、2024-25シーズンでの勇退が発表された。6月2日に引退選手として公示。

## 受賞歴
- 2022年 - 第70回黒鷲旗全日本男女選抜バレーボール大会 ベスト6

## 所属チーム
- 鎮西高等学校（2013-2016年）
- 法政大学（2016-2020年）
- サントリーサンバーズ/サントリーサンバーズ大阪（2020-2025年）